# 汝阳县
34°09′12″N 112°27′55″E / 34.153336°N 112.465204°E
汝阳县，原称伊阳县，位于中国河南省中西部，是洛阳市东南部下辖的一个县。2003年人口43万人，其中农业人口37万人，非农业人口6万人。

## 名称混淆
1959年，由于原伊阳郡中伊河流域今已归嵩县、伊川县，时伊阳县治位居沙河支流北汝河之阳又靠近汝州市（伊阳原为汝州辖地），而“伊阳”一名又与附近的宜阳县音近不易分別，本县更名为汝阳县，但又与汝河支流北汝河的汝南县（清代称“汝阳县”）产生了混淆。

## 人口
根据(河南省)洛阳市第七次全国人口普查公报显示：汝阳县常住人口为434770人    ，男性人口占比50.22%，女性人口占比49.78%，年龄结构中0-14岁占比27.08%，15-59岁占比54.97%，60岁以上占比17.95%，65岁以上占比12.64%。

## 地理
汝阳县位於洛阳市东南部的豫西山地，位於伏牛山和嵩山之間，沙河支流北汝河流经该县。坐标位于东经112°8′—112 °38′，北纬33°49′—34°21′之间。
地势由南向北阶梯状分布。南部崇山峻岭，最高山峰鸡冠山海拨1602米；中部丘陵起伏；北部为平川和丘陵，最低点杜康河底海拨220米，素有“七山二岭一分川”之称。境内平均海拨543米，年均降水量为690.3毫米。较大河流有北汝河、杜康河等22条，分属淮河水系和黄河水系。

## 历史
唐置伊阳县。隶汝州。五代周撤销。明初为嵩县地；成化十二年，析嵩县东、汝州西又复置伊阳县，隶属汝州直隶州。清朝时至民国初仍隶汝州。

## 行政区划
汝阳县下辖8个镇、5个乡：
城关镇、上店镇、付店镇、小店镇、三屯镇、刘店镇、内埠镇、陶营镇、柏树乡、十八盘乡、靳村乡、王坪乡、蔡店乡和大安工业园区。

## 文化与旅游

### 杜康酒
据传说，汝阳县是中国白酒的起源地，清道光年间的《伊阳县志》认为, “俗传杜康造酒于此”, 位于蔡店乡的“杜康泉”是天然的矿泉水，宜于酿酒。汝阳县的杜康酒厂也曾是该县的第一经济支柱企业，生产的“杜康酒”系列品牌曾经在全国市场上有不错的销路，目前被洛阳一公司收购。
当地政府在八十年代末由本地投资，内容以杜康造酒为主题，拍摄了三集电视连续剧《酒宗》，编剧是本地文人陈无忌，男演员邀请了当时的红星胡亚捷。
汝阳县近年以来为在经济上寻求发展，正在试图开发旅游业，包括兴建杜康仙庄，开发杜康造酒遗址、杜康庙、鬼谷故里、魏明帝陵、云梦山古军校遗址，西泰山原始生态旅游区等等名胜古迹。
汝阳县并非唯一的杜康原产地声称者，同属洛阳的伊川县以及陕西省白水县都产有“杜康”白酒，也都声称自己才是杜康源祖。洛阳将伊川、汝阳二杜康合并后，即遭遇了与白水的“杜康”商标侵权纠纷诉讼并败北。

### 汝阳八景
凤山朝阳、瑞云屏嶂、岘山叠翠、龙崖夜雨、云梦仙景、桃源胜迹、紫逻石潭、 汝水拖蓝。

### 汝阳恐龙
汝阳县自2005年起陆续发现分布密集的恐龙化石，现已陆续出土较为完整恐龙化石6具，并发现90多处化石点。
汝阳盆地目前发现的恐龙化石种类有：汝阳黄河巨龙、巨型蜥脚类恐龙、中型蜥脚类恐龙、甲龙类恐龙(洛阳中原龙)、似鸟龙、大型肉食龙类恐龙。其中在刘店乡刘富沟村发掘出的"汝阳黄河巨龙"长度达18米，肩部高6米，是目前已知的亚洲最大的恐龙；另一种在当地发现"洛阳中原龙"体长5米，是中国迄今为止唯一发现、有确凿证据的大型结节龙类甲龙。
当地已于2008年9月建成“汝阳恐龙化石群省级地质公园”，分恐龙化石群、西泰山两大园区和恐龙化石群、凤凰山、玉马湖、炎黄峰、石龙沟等5个景区，总面积218平方公里，是一处以恐龙化石群和花岗岩地貌景观为主，以典型层型剖面为辅，集生态、人文于一体的综合性地质公园。

## 特产资源
- 铅锌矿 铅锌矿储量168万吨，居河南省第一位。
- 钼矿 汝阳县是全国重要钼矿之一，付店镇东沟村是国家大钼矿区之一。但是来由于管理不善，多年来出现大肆非法开采现象，造成地表面大型塌陷的严重后果，发生在2007年6月29日凌晨2点的地表塌陷，造成了重大伤亡和财产损失。付店乡巨型钼矿床储量达50-80万吨；有望成为河南省第二大钼矿区。
- 梅花玉 又名汝玉，目前仅在上店镇境内有出产，质底黑色，上有五颜六色的如落花、碎云一般的图案而得名。史载汉光武帝刘秀曾封此玉为“国宝”，可以用于制做健身球、玉镯、茶具、酒具、文具及其它工艺品。

## 交通
- 344国道过境。